# UEFA Champions League 2006/07 (1/4 finale) FC Liverpool - PSV Eindhoven
De kwartfinale tussen FC Liverpool en PSV Eindhoven van de UEFA Champions League 2006/07 werd gespeeld op 11 april 2007.

## Wedstrijdgegevens
| Datum                | 11 april 2007                                 | 11 april 2007                                 |
| Stadion              | Anfield, Liverpool                            | Anfield, Liverpool                            |
| Toeschouwers         | 41.447                                        | 41.447                                        |
| Scheidsrechter       | Roberto Rosetti ITA                           | Roberto Rosetti ITA                           |
| Assistenten          | Cristiano Copelli ITA Alessandro Stagnoli ITA | Cristiano Copelli ITA Alessandro Stagnoli ITA |
| Vierde man           | Paolo Tagliavento ITA                         | Paolo Tagliavento ITA                         |
| Man van de wedstrijd |                                               |                                               |
|                      | FC Liverpool                                  | PSV Eindhoven                                 |
| Doelpunten           | 1                                             | 0                                             |
| Gele kaarten         | 0                                             | 1                                             |
| Rode kaarten         | 0                                             | 1                                             |
| Wissels              | 3                                             | 3                                             |
| Schoten op doel      | 6                                             | 3                                             |
| Schoten naast doel   | 5                                             | 1                                             |
| Overtredingen        | 6                                             | 18                                            |
| Hoekschoppen         | 2                                             | 4                                             |
| Buitenspel           | 1                                             | 3                                             |
| Strafschoppen        | 0                                             | 0                                             |
| Balbezit (tijd)      | 31 min                                        | 31 min                                        |
| Balbezit (%)         | 50%                                           | 50%                                           |

| FC Liverpool | 1-0            | PSV Eindhoven |
| 67' Peter Crouch | goals (assist) | |
| Rafael Benítez | coach          | Ronald Koeman |
| José Manuel Reina Álvaro Arbeloa Sami Hyypiä Daniel Agger ( 79') John Arne Riise Xabi Alonso ( 72') Peter Crouch Jermaine Pennant Craig Bellamy ( 17') Mohamed Sissoko Boudewijn Zenden | Opstellingen   | Gomes Timmy Simons Mika Väyrynen Phillip Cocu Arouna Koné ( 72') Jason Čulina Jefferson Farfán ( 63') Eric Addo Csaba Fehér ( 63') Carlos Salcido Dirk Marcellis |
| Robbie Fowler ( 17') Mark González ( 72') Gabriel Paletta ( 79') | Wissels        | Patrick Kluivert ( 63') Sun Xiang ( 63') Rens van Eijden ( 72')                                                                                                  |
| | gele kaarten   | 42' Carlos Salcido |
| | rode kaarten   | 63' Dirk Marcellis |